# Robert Bruce (1er comte d'Ailesbury)
Pour les autres membres de la famille, voir Famille Bruce.
Pour les articles homonymes, voir Robert Bruce et Bruce.
Robert Bruce (ca. mars 1626 – 20 octobre 1685), est un homme politique britannique qui siège à la Chambre des communes de 1660 à 1663, quand il hérite du titre de comte d'Elgin puis devient comte d'Ailesbury.

## Biographie
Robert Bruce est le fils de Thomas Bruce (1er comte d'Elgin) et de sa première épouse, Anne Chichester. Au cours de la vie de son père, Lord Bruce, comme on l'appelle, est député de Bedfordshire au Parlement de la Convention en 1660 et au Parlement cavalier en 1661, jusqu'à ce qu'il succède à son père, devenant le 2e comte d'Elgin en 1663. L'année suivante, il est créé comte d'Ailesbury le 18 mars 1664, ainsi que vicomte Bruce d'Ampthill et baron Bruce de Skelton, pour ses services à la restauration anglaise. Il est Lord Lieutenant du Bedfordshire à partir de 1660 avec Thomas Wentworth (1er comte de Cleveland), et seul, de 1667 à sa mort.
En octobre 1678, il est investi en tant que conseiller privé (PC) et gentleman of the Bedchamber. Il est Lord Lieutenant du Cambridgeshire et du Hampshire de 1681 à sa mort. En 1685, il est élu membre de la Royal Society et nommé Lord Chambellan le 30 juillet 1685.
Robert Bruce est décédé en 1685, à l'âge de 58 ans, à Houghton House, juste au nord d'Ampthill, Bedfordshire, et est enterré le 26 octobre de la même année, à Maulden . Sa veuve, la comtesse douairière d'Ailesbury, construit Ampthill House à proximité en 1686, à l'origine comme maison de douaire. À cette époque, la famille Bruce possède de vastes propriétés, dont Whorlton Castle, West Tanfield, Manfield et Clerkenwell Priory.

## Mariage et descendance

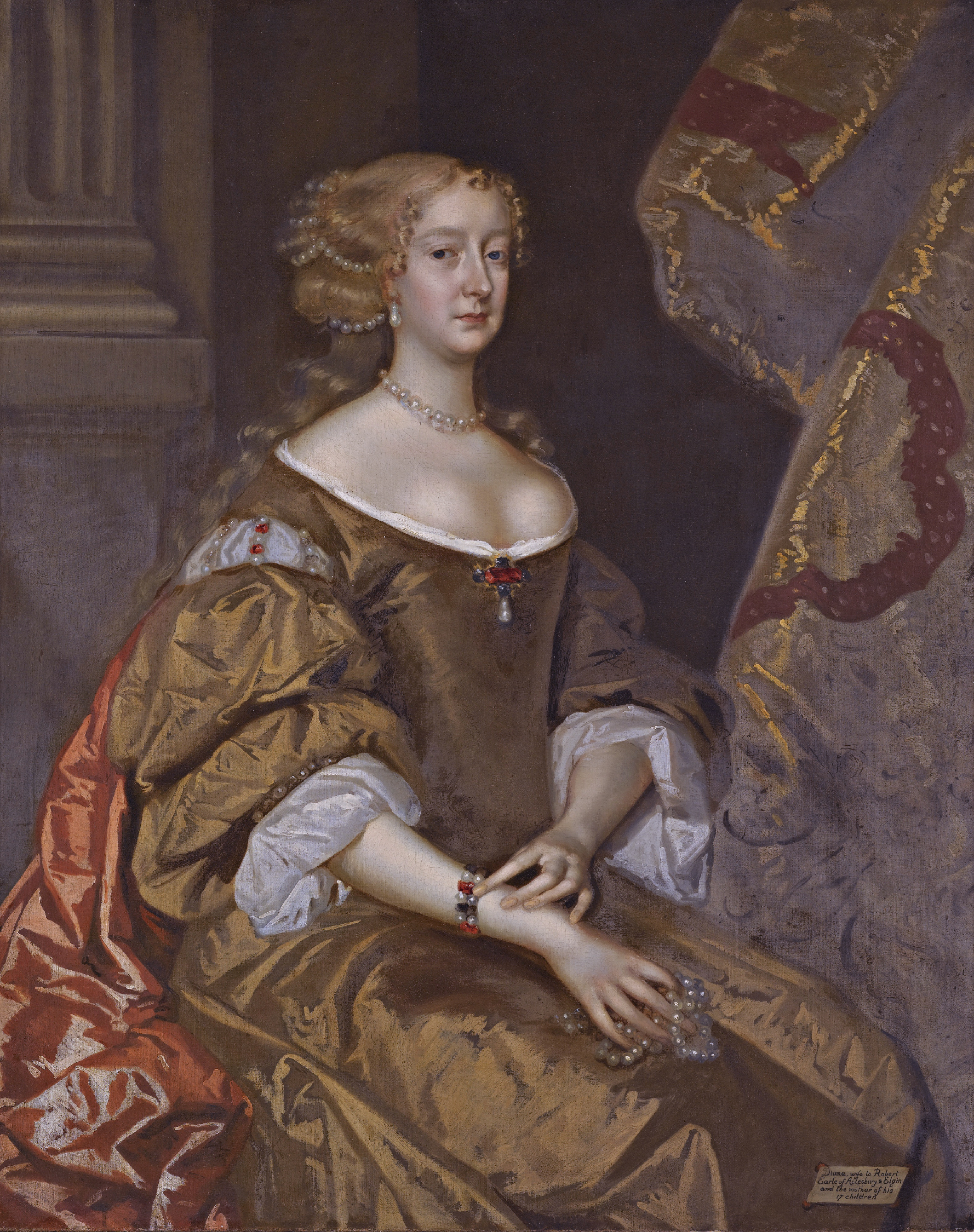
Diana Gray, comtesse d'Ailesbury, par Henri Gascar

Robert Bruce épouse Diana Grey, fille de Henry Grey (1er comte de Stamford) et Anne Cecil, le 16 février 1645. Ils ont dix-sept enfants, dont neuf semblent avoir survécu à l'enfance:
- Edward Bruce (né en 1644/5, décédé en 1662)
- Thomas Bruce (2e comte d'Ailesbury) (né en 1656, décédé le 16 décembre 1741)[3]
- Henry Bruce (né en 1656?, décédé jeune)
- Diana Bruce (décédée le 15 juillet 1672), mariée à Seymour Shirley, 5e baronnet, le 29 janvier 1666[4] ; et remariée le 10 novembre 1671, à John Manners, Lord Roos, qui devient duc de Rutland après sa mort[5]
- Mary Bruce (née le 31 décembre 1657, enterrée le 15 mai 1711)[6], épouse William Walter, 2e baronnet[7]
- Christiana (ou Christian) Bruce (b.1658)[8], se marie le 4 juin 1677 à Ampthill, avec John Rolle (d.1689), fils aîné et héritier de John Rolle de Stevenstone, Devon (d. 1706), avec qui elle a deux fils, Robert Rolle (c.1677-18 novembre 1710) et John Rolle (1679-1730)[9]. Elle épouse en secondes noces, Sir Richard Gayer (ou Geyer / Gere) de Stoke Poges, Buckinghamshire.
- Anne Bruce (1re Anne, née vers 1660, décédée avant 1717)[10], épouse William Rich, 2e baronnet en 1672[11]
- Robert Bruce (1er Robert, décédé en 1652)
- Charles Bruce (mort en 1661)
- Bernard (ou Barnard) Bruce (né en 1666, mort en 1669)
- Arabella Bruce (d. Jeune)
- Anne Charlotte Bruce (2e Anne, décédée le 13 mars 1713)[12], épousé Nicholas Bagenal de Newry, un petit-fils de Henry Bagenal[13]
- Henrietta Bruce, a épousé Thomas Ogle.
- Robert Bruce (2e Robert?, Décédé en 1728)
- James Bruce (décédé en 1738)
- Christian Bruce (2e chrétien?, Décédé jeune).
- Elizabeth Bruce (morte jeune).